# سیارک ۱۲۷۱۱

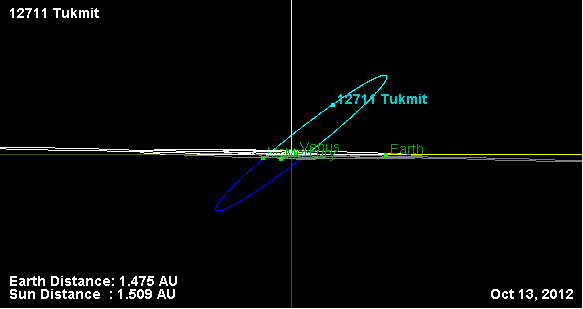
تصویر منتشر شده توسط ناسا

سیارک ۱۲۷۱۱ (به انگلیسی: 12711 Tukmit، نامگذاری:1991BB) دوازده هزار و هفتصد و یازدهمین سیارک کشف شده‌است که در ۱۹ ژانویه ۱۹۹۱ کشف شد.